# Włynice
Włynice [pronunciación en polaco: /vwɨˈnit͡sɛ/] es un pueblo en el distrito administrativo de Gmina Gidle, dentro del Distrito de Radomsko, Voivodato de Łódź, en Polonia central. Se encuentra aproximadamente 6 kilómetros al noreste de Gidle, 11 kilómetros al del sudeste de Radomsko, y 89 kilómetros al sur de la capital regional, Łódź.